# Chevrotaine

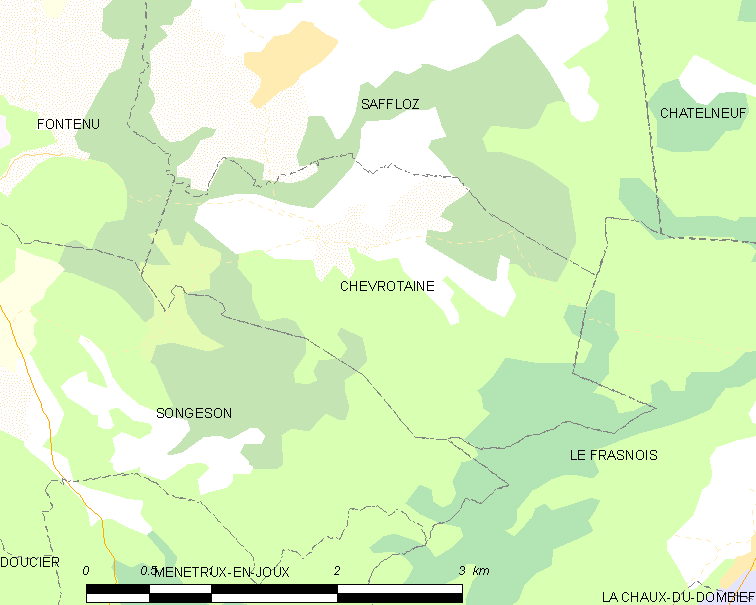

Chevrotaine ist eine Gemeinde im französischen Département Jura in der Region Bourgogne-Franche-Comté.

## Geographie
Chevrotaine liegt auf 644 m, etwa 23 Kilometer östlich der Stadt Lons-le-Saunier (Luftlinie). Das Bauerndorf erstreckt sich im Jura, in einer Senke auf dem Hochplateau von Champagnole zwischen der Senke der Combe d’Ain im Westen und den Ketten des Hochjuras im Osten, nahe beim Lac de Chalain.
Die Fläche des 5,33 km² großen Gemeindegebiets umfasst einen Abschnitt des französischen Juras. Der zentrale Teil des Gebietes wird vom Hochplateau von Champagnole eingenommen, das durchschnittlich auf 650 m liegt. Diese leicht gewellte Hochfläche zeigt ein lockeres Gefüge von Wiesland, Ackerland und Wald. Nach Osten erstreckt sich das Gemeindeareal in ausgedehnte Waldgebiete, die allmählich zu den Höhen von Bois Molard du Taureau und Bois de la Signat hin ansteigen. Hier wird mit 811 m die höchste Erhebung von Chevrotaine erreicht. Das gesamte Gebiet zeigt keine oberirdischen Fließgewässer, weil das Niederschlagswasser im Untergrund versickert, der aus porösem Kalkstein besteht.
Nachbargemeinden von Chevrotaine sind Saffloz im Norden, Le Frasnois im Osten, Songeson im Süden sowie Fontenu im Westen.

## Sehenswürdigkeiten

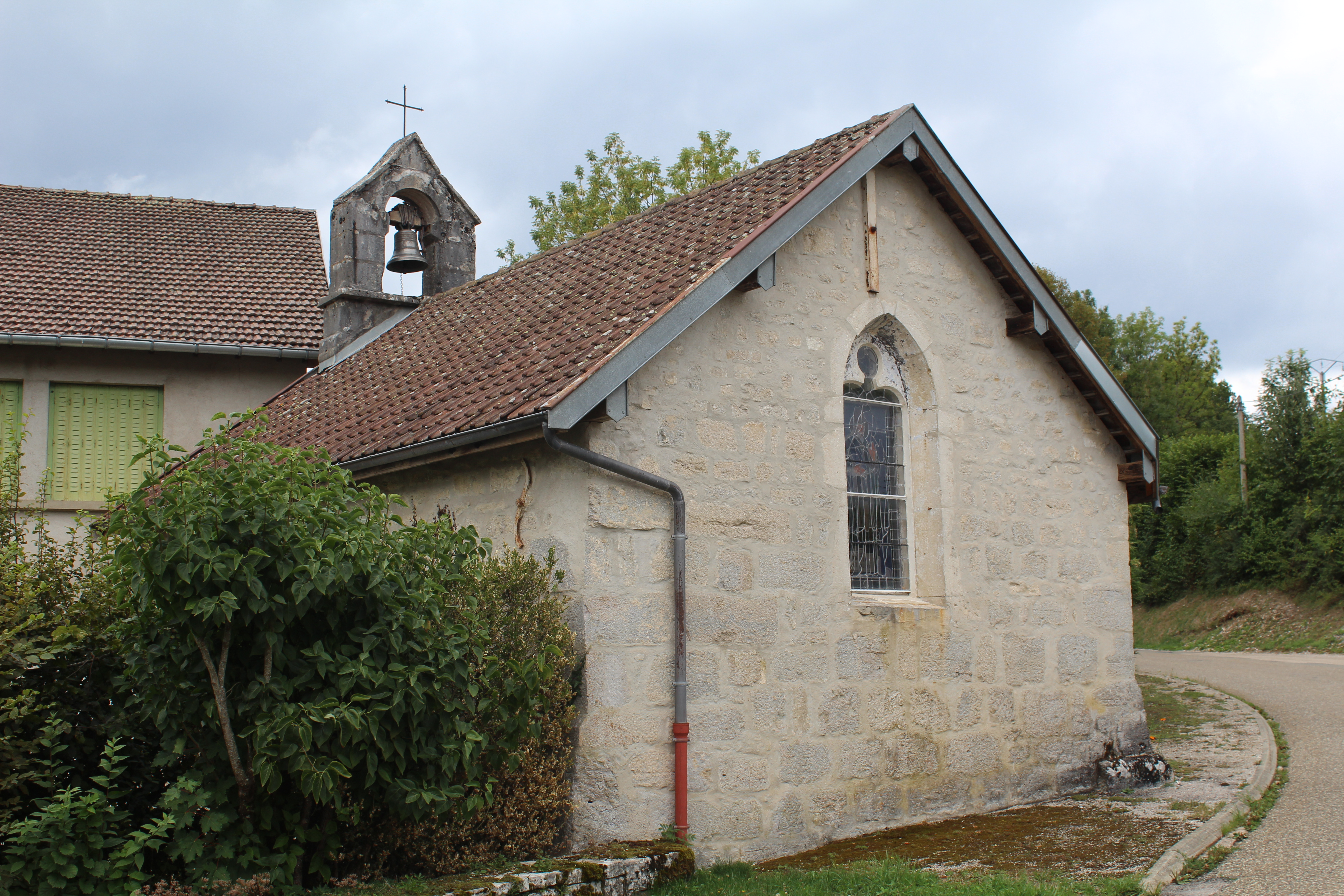
Kirche Saint-Jacques et Saint-Philippe

Die kleine Kirche Saint-Jacques et Saint-Philippe in Chevrotaine wurde im 17. Jahrhundert erbaut.

## Bevölkerung
| Jahr                       | 1962 | 1968 | 1975 | 1982 | 1990 | 1999 | 2004 | 2017 |
| Einwohner                  | 26   | 23   | 18   | 22   | 25   | 31   | 33   | 32   |
| Quellen: Cassini und INSEE |      |      |      |      |      |      |      |      |

Mit 33 Einwohnern (Stand 1. Januar 2022) gehört Chevrotaine zu den kleinsten Gemeinden des Départements Jura. Nachdem die Einwohnerzahl in der ersten Hälfte des 20. Jahrhunderts markant abgenommen hatte (1886 wurden noch 106 Personen gezählt), wurden seit Beginn der 1960er Jahre nur noch geringe Schwankungen verzeichnet.

## Wirtschaft und Infrastruktur
Chevrotaine war bis weit ins 20. Jahrhundert hinein ein vorwiegend durch die Landwirtschaft, insbesondere Viehzucht und Milchwirtschaft, sowie durch die Forstwirtschaft geprägtes Dorf. Noch heute leben die Bewohner zur Hauptsache von der Tätigkeit im ersten Sektor. Außerhalb des primären Sektors gibt es keine Arbeitsplätze im Dorf. Einige Erwerbstätige sind auch Wegpendler, die in den umliegenden größeren Ortschaften ihrer Arbeit nachgehen.
Die Ortschaft liegt abseits der größeren Durchgangsstraßen. Straßenverbindungen bestehen mit Doucier, Fontenu, Saffloz und Le Frasnois.